# ハネムーン (バンド)
ハネムーンは、日本のロックバンド。結成時にはスリーピースバンド、その後ソロバンドとなり、現在は活動休止中。

## 概要
バンド名は、奥田民生のソロアルバム「29」に収録されている「ハネムーン」から。

## 経歴
- 2006年に大学の音楽サークル早稲田大学フォークソングクラブ（WFS）内でスリーピースロックバンドとして結成。
- 大学卒業後、都内を拠点に活動。
- 2008年に初の全国流通音源「ハチメンロック」をリリース。東名阪、および福岡へのツアー敢行。
- 2010年、デリシャス・デリ・レコーズより「狼のあくび」でメジャーデビュー。関東圏ツアーの後、下北沢CLUB Queにて初のワンマンライブを開催。
- 2011年、5月に藤倉、11月に田代が脱退。二宮のソロバンドとなる。
- 2012年、二宮とサポートメンバー2名によるバンド「Enhydra Lutris（エンハイドラ・ルトリス）」が結成され、9月に初ライブを行う。これに伴い、ハネムーンとしては活動休止中としている。

## メンバー
二宮悠（にのみや ひさし）
4月2日生まれ・B型。ボーカル&ギター。作詞作曲担当。福岡県水巻町出身。

### 元メンバー
田代啓太（たしろ けいた）
5月14日生まれ・A型。ベース&コーラス。東京都青梅市出身。2011年11月3日をもって脱退。
藤倉吉樹（ふじくら よしき）
7月28日生まれ・O型。ドラム&コーラス。静岡県浜松市出身。2011年5月15日をもって脱退。

## ディスコグラフィ

### 自主制作音源
1. からくり / 水巻　※ 廃盤
2. からくり / セミファイナル
3. HONEYMOON BABY（全6曲入りミニアルバム。）

### インディーズ
1. ハチメンロック（全6曲入りミニアルバム。2008年9月17日発売）

### メジャー
1. 狼のあくび（全6曲入りミニアルバム。2010年10月6日発売）